# Palestina en los Juegos Paralímpicos de París 2024
Palestina estuvo representada en los Juegos Paralímpicos de París 2024 por un deportista masculino. El equipo paralímpico palestino no obtuvo ninguna medalla en estos Juegos.